# Heřmanovice
Heřmanovice (deutsch Hermannstadt) ist eine dörfliche Siedlung mit etwa 400 Einwohnern im Okres Bruntál  in Tschechien.

## Geographische  Lage
Die Ortschaft liegt in Schlesien im Tal des Flusses Goldoppa im Zuckmanteler Bergland.

## Geschichte

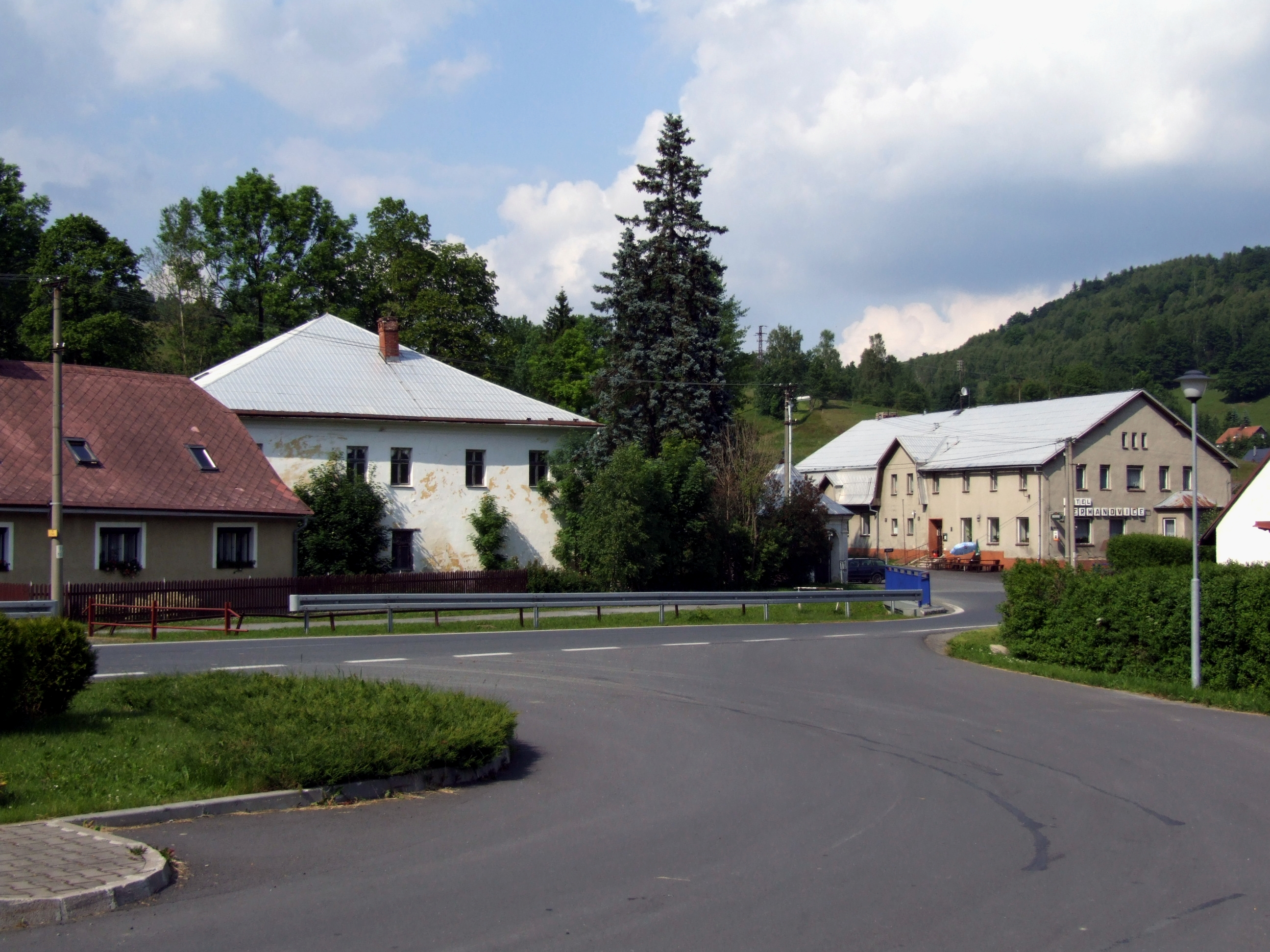
Ortspanorama

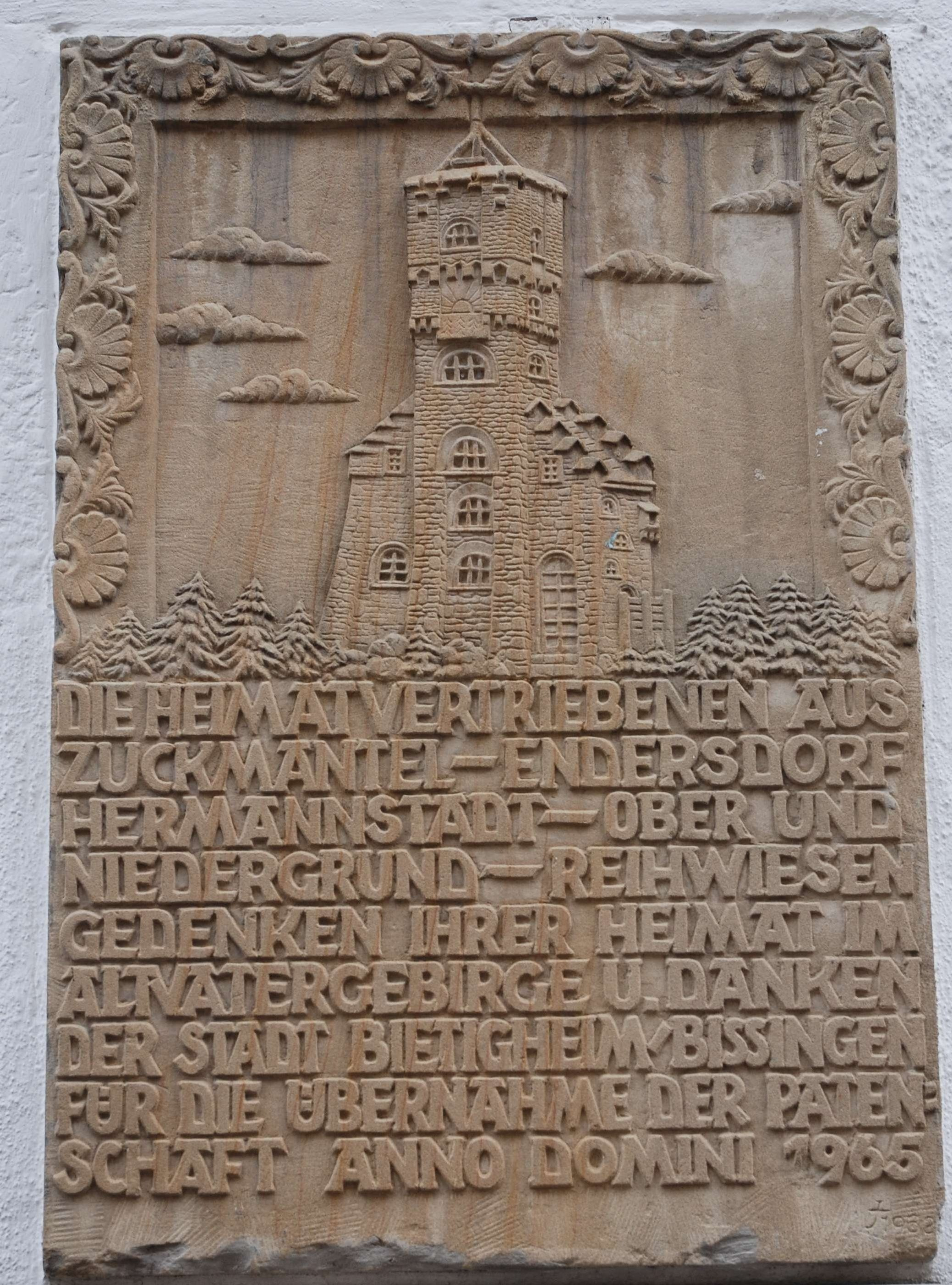
Gedenktafel der Vertriebenen in Bietigheim-Bissingen

Laut Neisser Chronik wurde Heřmanovice im Jahr 1274 gegründet. Das Gebiet unterstand damals den Bischöfen von Breslau und wurde zunächst von der Stadt Neisse und darauf von Zuckmantel aus verwaltet.
Der Ort wird in dieser Chronik als urbs = Städtlein genannt, nicht mit dem Namen Hermannstadt, sondern als Hermstadtu. Die Grundbücher beginnen mit dem Jahre 1699. Folgende Bezeichnungen sind für den Ort belegt: 1339 Hermanstat oppidum, um 1455 Herrmstadt, 1533 Hernstadt, 1552 zur Hermstadt, 1579 Hermstat, 1653 Hermbstadt, um 1700 Herrmannstat, 1746 Hermsstadt, 1768 Hermanstadtl, 1805 Herrmannstadt, 1882 Hermannstadt und 1945 Hermanovice.(Quelle: Heimatbuch Zuckmantel) Hermannstadt war bis zum Dreißigjährigen Krieg eines der Zentren des schlesischen Goldbergbaus. Nördlich des Ortes am Querberg (Příčný vrch) bestand eine Vielzahl von Gruben.
Im Jahre 1835 wurde die Bezirksstraße von Olbersdorf entlang der Goldoppa nach Hermannstadt gebaut.
Die Gemeinde Hermannstadt hatte am 1. Dezember 1930 2187 Einwohner, am 17. Mai 1939 2148 und am 22. Mai 1947 nur noch 466 Bewohner.
Nach dem Münchner Abkommen wurde der Ort dem Deutschen Reich zugeschlagen und gehörte bis 1945 zum Landkreis Freiwaldau, Regierungsbezirk Troppau, im Reichsgau Sudetenland.
Die deutschen Bewohner wurden 1945 enteignet und vertrieben.
| Jahr | Einwohner | Anmerkungen |
| ---- | --------- | ----------- |
| 1834 | 2.575     | [ 2 ]       |
| 1843 | 2.792     | [ 3 ]       |
| 1857 | 2 .506    | [ 4 ]       |
| 1930 | 2.187     | [ 5 ]       |
| 1939 | 2.148     | [ 5 ]       |

## Söhne und Töchter der Gemeinde
- Franz Proske (1736–1812), Bildhauer und Holzschnitzer
- Alois Hohlbaum (1854–1960), Industrieller, errichtete 1885 die erste österreichische Webstuhlfabrik mit Eisengießerei (Hohlbaumacher Wechselstuhl) in Jägerndorf; Vater des Bibliothekars Robert Hohlbaum und Enkel des Forstmannes Theodor Hugo Micklitz